# شکستن تابو
شکستن تابو (انگلیسی: Breaking the Taboo) یک فیلم برزیلی در ژانر مستند است که در سال ۲۰۱۱ منتشر شد. این فیلم دربارهٔ جنگ با مواد مخدر است.
از بازیگران آن می‌توان به فرناندو هنریک کاردوسو، جیمی کارتر، بیل کلینتون، پائولو کوئلیو، و گرو هارلم بروندلاند اشاره کرد.